# Roel Wiersma
Roel „Roelof” Wiersma (ur. 15 kwietnia 1932 w Hilversum, zm. 4 grudnia 1995) – holenderski piłkarz grający na pozycji obrońcy. W swojej karierze rozegrał 53 mecze w reprezentacji Holandii.

## Kariera klubowa
Swoją karierę piłkarską Wiersma rozpoczął w klubie PSV Eindhoven. W sezonie 1952/1963 zadebiutował w nim w rozgrywkach mistrzostw Holandii. 2 września 1956 roku zadebiutował w barwach PSV w rozgrywkach nowo powstałej ligi holenderskiej w przegranym 1:3 domowym meczu z MVV Maastricht. W sezonie 1962/1963 wywalczył z PSV swój jedyny w karierze tytuł mistrza Holandii. W PSV występował do końca sezonu 1964/1965.
W 1965 roku Wiersma przeszedł do grającego w drugiej lidze Holandii, EVV Eindhoven. Po roku gry w nim zakończył swoją karierę sportową.
| Sezon   | Klub          | Kraj     | Rozgrywki          | Mecze | Bramki |
| ------- | ------------- | -------- | ------------------ | ----- | ------ |
| 1952/53 | PSV Eindhoven | Holandia | Landskampioenschap | ?     | ?      |
| 1953/54 | PSV Eindhoven | Holandia | Landskampioenschap | ?     | ?      |
| 1954/55 | PSV Eindhoven | Holandia | Landskampioenschap | ?     | ?      |
| 1955/56 | PSV Eindhoven | Holandia | Landskampioenschap | ?     | ?      |
| 1956/57 | PSV Eindhoven | Holandia | Eredivisie         | 33    | 0      |
| 1957/58 | PSV Eindhoven | Holandia | Eredivisie         | 34    | 0      |
| 1958/59 | PSV Eindhoven | Holandia | Eredivisie         | 32    | 0      |
| 1959/60 | PSV Eindhoven | Holandia | Eredivisie         | 31    | 0      |
| 1960/61 | PSV Eindhoven | Holandia | Eredivisie         | 33    | 1      |
| 1961/62 | PSV Eindhoven | Holandia | Eredivisie         | 33    | 0      |
| 1962/63 | PSV Eindhoven | Holandia | Eredivisie         | 30    | 1      |
| 1963/64 | PSV Eindhoven | Holandia | Eredivisie         | 25    | 1      |
| 1964/65 | PSV Eindhoven | Holandia | Eredivisie         | 27    | 0      |
| 1965/66 | EVV Eindhoven | Holandia | Eerste divisie     | 4     | 0      |

## Kariera reprezentacyjna
W reprezentacji Holandii Wiersma zadebiutował 24 października 1954 roku w przegranym 3:4 towarzyskim meczu z Belgią, rozegranym w Antwerpii. W swojej karierze grał w: eliminacjach do MŚ 1958 i do MŚ 1962. Od 1954 do 1962 roku rozegrał w kadrze narodowej 53 mecze.